# Basílica del Sagrado Corazón de Jesús (Conewago)
La Basílica del Sagrado Corazón de Jesús (en inglés: Basilica of the Sacred Heart of Jesus) Es una basílica menor católica dedicada al Sagrado Corazón de Jesús localizada en Conewago, Hanóver, Pensilvania en Estados Unidos. La iglesia está bajo la circunscripción de la diócesis de Harrisburg.
La basílica fue construida entre 1785 y 1787, y está hecha de piedra arenisca con paredes de tres pies de espesor. Tiene 2 plantas y media de altura, tres tramos de ancho y cinco tramos de profundidad. Cuenta con una entrada de estilo federal con una entrada de arco semicircular y una torre de 80 pies de altura, agregada en 1873. Unida a la capilla hay una rectoría de tres pisos, también construida en 1787. Es la iglesia católica construida en piedra más antigua  en los Estados Unidos. El príncipe Gallitzin pasó los primeros cinco años de su sacerdocio en la capilla de Conewago de 1795 a 1799.
El papa Juan XXIII la elevó al estatus de una basílica menor el 30 de junio de 1962. Fue incluida en el registro nacional de lugares históricos en 1975. 

## Véase también

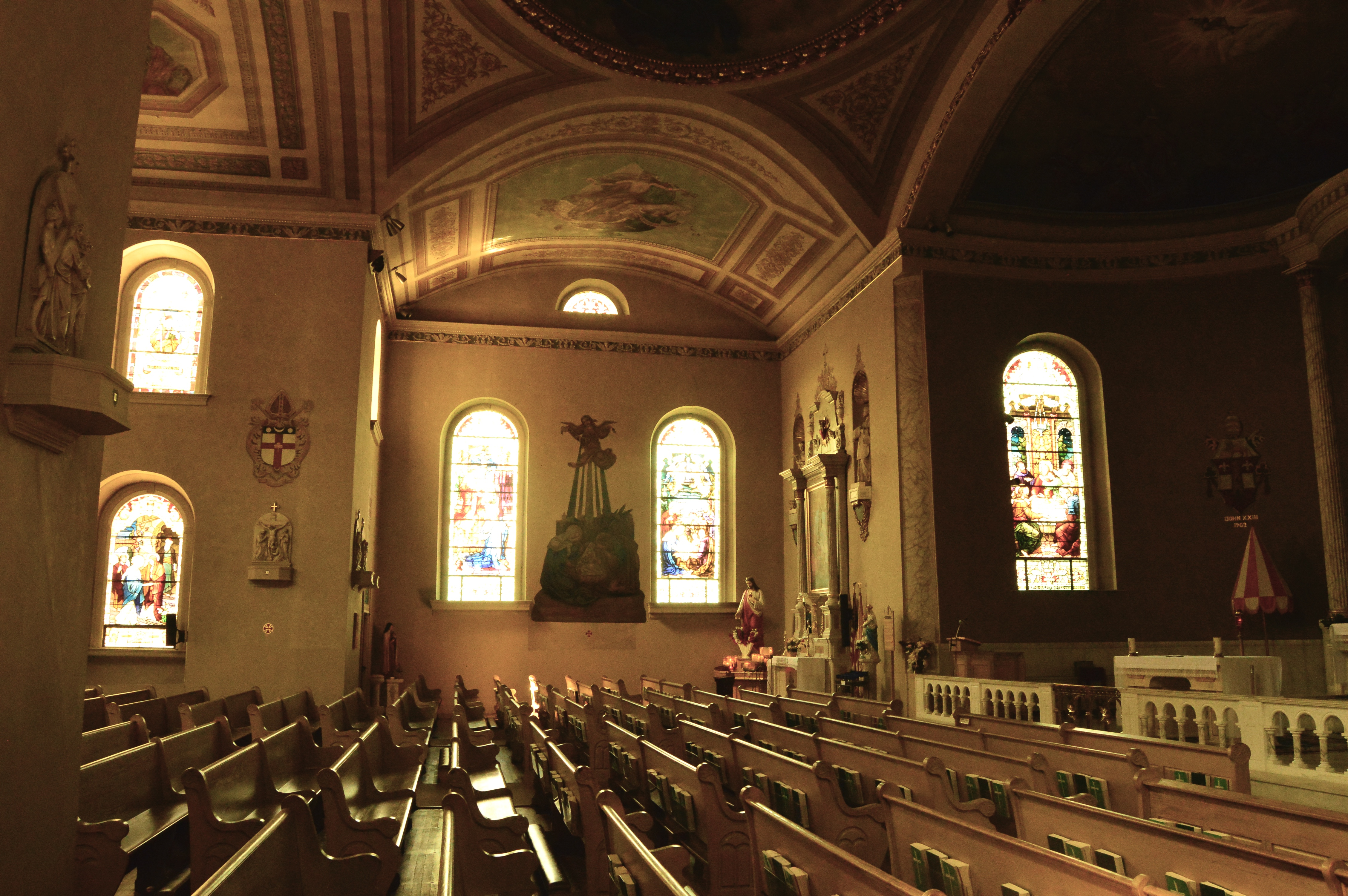
Vista interna